# 873
873 (осемстотин седемдесет и трета) година по юлианския календар е обикновена година, започваща в четвъртък. Това е 873-та година от новата ера, 873-та година от първото хилядолетие, 73-та година от 9 век, 3-та година от 8-о десетилетие на 9 век, 4-та година от 870-те години.